# Pierre Samuel Dupont de Nemours
Pierre Samuel Dupont de Nemours (Parigi, 14 dicembre 1739 – Greenville, 7 agosto 1817) è stato un economista e scrittore francese.
Fu il padre di Eleuthère Irénée du Pont, fondatore della E. I. du Pont de Nemours and Company, patriarca e progenitore di una delle dinastie imprenditoriali più ricche d'America durante il XIX e XX secolo.

## Biografia
Pierre Dupont nacque il 14 dicembre 1739 da Samuel Dupont e Anne Alexandrine de Montchanin. Suo padre era un orologiaio ugonotto, sua madre, anch'ella protestante, era un membro di una famiglia nobile impoverita della Borgogna. Sposò Nicole Charlotte Marie Louise le Dee de Rencourt nel 1766, appartenente a una famiglia nobile minore. Ebbero due figli che sopravvissero all'età adulta, tra cui Eleuthère Irénée du Pont, il fondatore della E. I. du Pont de Nemours and Company negli Stati Uniti d'America.

### Ancien Régime
Con una vivace intelligenza e una grande ambizione, si allontanò dal padre, che voleva egli diventasse un orologiaio, e coltivò una vasta gamma di conoscenze con accesso alla corte di Francia. Pierre Samuel fu nobilitato dalle "Lettres Patentes" (lettere patenti) dal re Luigi XVI nel 1784. Alla fine divenne il pupillo del dottor François Quesnay, medico personale della favorita di Luigi XV, Madame de Pompadour. Quesnay era il leader di una fazione nota come économistes, un gruppo di liberali a corte che si dedicavano alle riforme economiche e agricole. Al principio del decennio del 1760 gli scritti di Pierre Samuel sull'economia nazionale avevano attirato l'attenzione di intellettuali come Voltaire e Turgot. Il suo libro Physiocracy, che auspicava tariffe basse e il libero commercio tra le nazioni, era profondamente influenzato da Adam Smith.
Nel 1774 fu invitato dal re Stanislao Augusto di Polonia a organizzare il sistema educativo di quel paese. Servì come ispettore generale del Commercio sotto Luigi XVI, contribuì a negoziare il trattato del 1783, con la quale la Gran Bretagna riconobbe formalmente l'indipendenza degli Stati Uniti, e disposti i termini di uno commerciale firmato da Francia ed Inghilterra nel 1786.

### Rivoluzione francese
Inizialmente fu un sostenitore della Rivoluzione francese e fu al servizio dell'Assemblea nazionale costituente in qualità di presidente. In questo periodo, aggiunse il nome Nemours, distretto a sud di Parigi, al suo nome per distinguersi da altri Dupont in Assemblea. Egli e suo figlio Eleuthère Irénée du Pont furono tra coloro che difesero fisicamente Luigi XVI e Maria Antonietta dalla folla che assediava il palazzo delle Tuileries a Parigi durante l'insurrezione del 10 agosto 1792. Fu condannato alla ghigliottina durante il periodo del Terrore, ma la sua esecuzione era ancora pendente al momento della caduta di Robespierre il 9 Termidoro dell'anno IV (27 luglio 1794), e fu risparmiato. Si sposò con Françoise Robin, il 5 Vendemmiaio dell'anno IV (27 settembre 1795). (Robin era la figlia di Antoine Robin de Livet, un aristocratico francese che viveva a Lione, e vedova di Pierre Poivre, il noto amministratore francese.) Dopo che la sua casa fu saccheggiata da una folla durante gli eventi del 18 fruttidoro nell'anno V (4 settembre 1797), lui con tutta la sua famiglia partì per gli Stati Uniti nel 1799. Sperarono, ma invano, di trovare un modello di comunità di esuli francesi.
Negli Stati Uniti, sviluppò forti legami con l'industria ed governo, in particolare con Thomas Jefferson. Pierre s'impegno informalmente nella diplomazia tra gli Stati Uniti e la Francia durante il regno di Napoleone. Fu il creatore di un'idea che poi divenne l'Acquisto della Louisiana, come un modo per evitare lo sbarco delle truppe francesi a New Orleans, ed eventualmente innescare un conflitto armato con le forze statunitensi. Alla fine, si sarebbe stabilito in modo permanente negli Stati Uniti, dove morì nel 1817.
Suo figlio, Eleuthère Irénée, fondò quella che sarebbe diventata una delle società più importanti e di successo degli Stati Uniti, E. I. du Pont de Nemours and Company.